# Тайна пещеры Каниюта
«Тайна пещеры Каниюта» (узб. Каниюта ғорининг сири) — советский цветной широкоэкранный художественный фильм 1966 года режиссёра Хабиба Файзиева, снятый на киностудии «Узбекфильм».
Премьера фильма состоялась 3 августа 1967 года.

## Сюжет
В 1930-е годы в пещере Каниюта геолог Соколова гибнет от рук Мухамеда, который хотел сохранить тайну пещеры. Спустя десятилетия Мухамед появляется снова, участвуя в экспедиции под именем Джавхария. В конце концов он гибнет в завалах золотоносного рудника.

## В ролях
- Бахтияр Касымов — Шавкат (дублировал Володя Садовников)
- Лена Ратникова — Ира (дублировала Люда Петрова)
- Фархад Мурадходжаев — Гулям (дублировал Сергей Никашин)
- Алим Ходжаев — старый Джавхарий (дублировал Ефим Копелян)
- Туган Реджаметов — молодой Джавхарий (дублировал Станислав Соколов)
- Татьяна Пилецкая — Бородина
- Закир Мухамеджанов — Каримов (дублировал Игорь Ефимов)
- Хикмат Латыпов — старый Мансур (дублировал Николай Гаврилов)
- Анвар Кенджаев — молодой Мансур (дублировал Николай Федорцов)
- Антонина Рустамова — Олия (дублировала Людмила Чупиро)
- Уткур Ходжаев — Дамир (дублировал Александр Липов)
- Людмила Безуглая-Шкелко — Вера Соколова
- Тамара Кокова — правительница Гульмалик (дублировала Роза Балашова)
- Исамат Ергешев — Эльмурад (дублировал Юрий Соловьёв)
- Ульмас Алиходжаев — Убайдулла (дублировал Александр Демьяненко)
- Артык Джалиев — Кунградбий (дублировал Владимир Волчик)